# Fiji nos Jogos Olímpicos de Verão de 2004
Fiji competiu nos Jogos Olímpicos de Verão de 2004, em Atenas, na Grécia.